# Касас-Грандес (муниципалитет)
Касас-Грандес (исп. Casas Grandes) — муниципалитет в Мексике, штат Чиуауа с административным центром в одноимённом посёлке. Численность населения, по данным переписи 2010 года, составила 10 587 человека.

## Общие сведения
Название Casas Grandes с испанского языка можно перевести как большие дома. Большими домами Франсиско де Ибарра назвал пирамиды в расположенном неподалёку городе индейцев Пакиме, когда исследовал эти земли в 1565 году.
Площадь муниципалитета равна 3755 км², что составляет 1,52 % от общей площади штата, а наивысшая точка — 2500 метров, расположена в поселении Эхидо-лас-Плаяс.
Он граничит с другими муниципалитетами штата Чиуауа: на севере Ханосом, на востоке с Нуэво-Касас-Грандесом, Галеаной и Игнасио-Сарагосой, на юге с Мадерой, а на западе с другим штатом Мексики — Сонорой.
В муниципалитете расположена археологическая зона Пакиме — останки древнего города индейцев.

## Учреждение и состав
Муниципалитет был образован в 1825 году, в его состав входит 149 населённых пунктов, самые крупные из которых:
| Код INEGI | Населённый пункт                                                                  | Численность населения (2005 год) | Численность населения (2010 год) |
| --------- | --------------------------------------------------------------------------------- | -------------------------------- | -------------------------------- |
| 034       | Всего                                                                             | 8413                             | 10587                            |
| 0001      | Касас-Грандес (исп. Casas Grandes) 30°22′31″ с. ш. 107°56′54″ з. д.               | 3835                             | 5256                             |
| 0018      | Хуан-Мата-Ортис (исп. Juan Mata Ortíz (Pearson)) 30°10′52″ с. ш. 108°01′22″ з. д. | 955                              | 1182                             |
| 0017      | Колония-Хуарес (исп. Colonia Juárez) 30°18′34″ с. ш. 108°04′35″ з. д.             | 1046                             | 1035                             |
| 0311      | Энрикес (исп. Sección Enríquez) 30°29′13″ с. ш. 107°57′38″ з. д.                  | 522                              | 609                              |
| 0014      | Гуадалупе-Виктория (исп. Guadalupe Victoria) 30°34′03″ с. ш. 107°56′14″ з. д.     | 358                              | 394                              |
| 0007      | Колония-Куаутемок (исп. Colonia Cuauhtémoc) 30°17′00″ с. ш. 108°03′08″ з. д.      | 291                              | 327                              |

## Экономика
По статистическим данным 2000 года, работоспособное население занято по секторам экономики в следующих пропорциях: сельское хозяйство, скотоводство и рыбная ловля — 42,6 %, промышленность и строительство — 29,3 %, сфера обслуживания и туризма — 26 %, прочее — 2,1 %.

## Инфраструктура
По статистическим данным 2010 года, инфраструктура развита следующим образом:
- электрификация: 96,4 %;
- водоснабжение: 96,6 %;
- водоотведение: 85,8 %.

## Фотографии

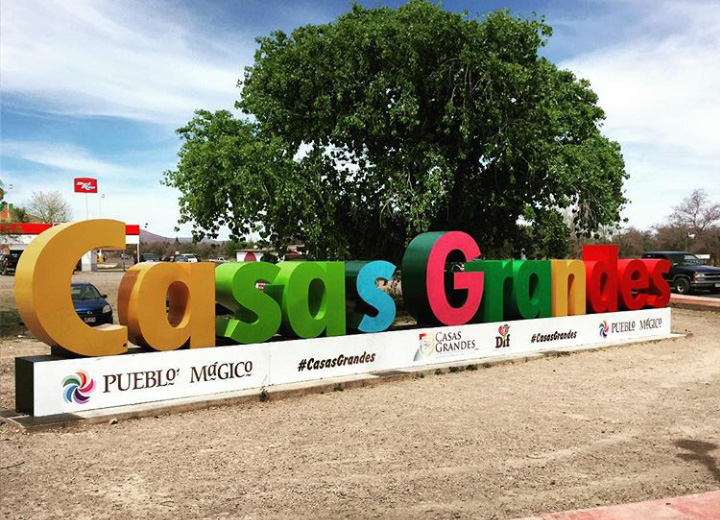
Композиция с названием города
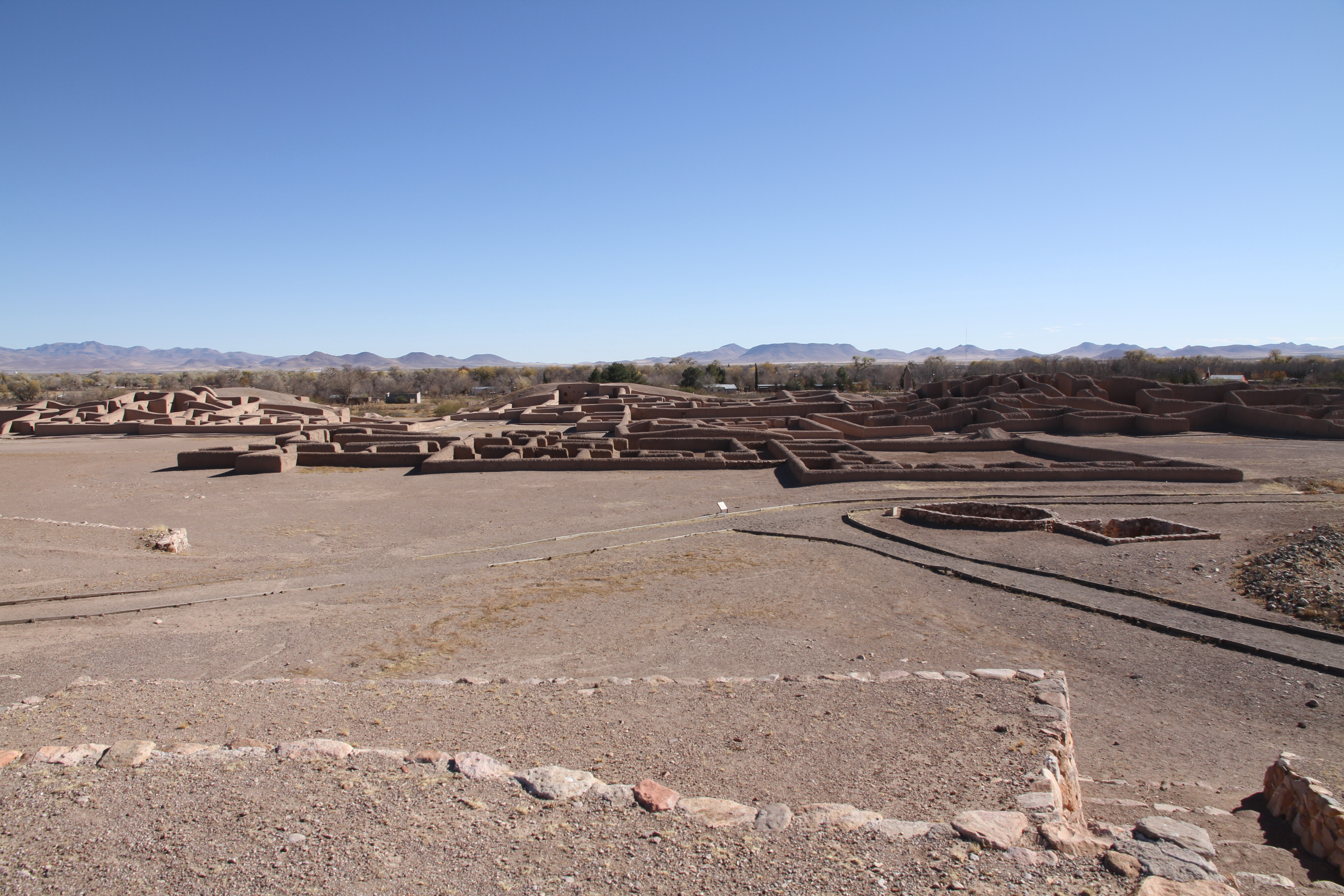
Археологическая зона Пакиме
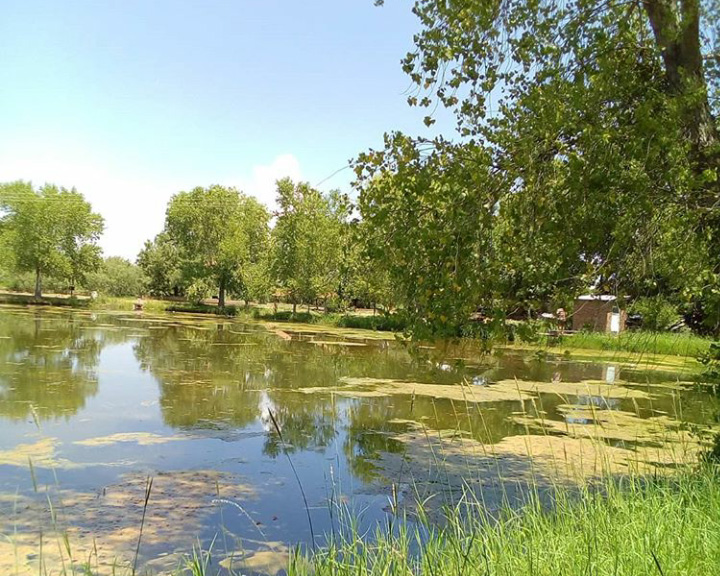
Природа муниципалитета